# David Marshall Mason
David Marshall Mason (* 17. Dezember 1865; † 19. März 1945) war ein britischer Politiker.

## Leben
Mason wurde 1860 als ältester Sohn des Politikers Stephen Mason und dessen Ehefrau Martha geboren. Er besuchte die Kelvinside Academy sowie die Partick Academy und studierte dann an der Universität Glasgow sowie in Deutschland. Im Jahre 1898 ehelichte er Mary, die Tochter von George W. Crouse, der später den US-Bundesstaat Ohio im Repräsentantenhaus vertrat. Mason war im Finanzsektor tätig und war Mitbegründer und Vorsitzender der Sound Currency Association.

## Politischer Werdegang
Erstmals trat Mason bei den Unterhauswahlen 1906 zu Wahlen auf nationaler Ebene an. Er bewarb sich als Kandidat der Liberal Party um das Mandat des Wahlkreises Glasgow Tradeston. Mason unterlag dem Liberalen Unionisten Archibald Corbett, er konnte sich jedoch gegen den Konservativen A. Rosenthal durchsetzen. Auch bei den folgenden Unterhauswahlen im Januar 1910 konnte er nicht die Stimmmehrheit für sich verbuchen und fiel sogar hinter den Kandidaten der Conservative Party zurück. Zu den Unterhauswahlen im Dezember 1910 kandidierte Mason im Wahlkreis Coventry. Er setzte sich gegen den Konservativen John Kenneth Foster durch und zog erstmals in das britische Unterhaus ein.
Im Jahre 1918 fanden die ersten Nachkriegswahlen statt. Mason kandidierte als unabhängiger Liberaler und erhielt am Wahltag den geringsten Stimmenanteil der vier Bewerber und er schied in der Folge aus dem House of Commons aus. Bei den folgenden Unterhauswahlen 1922, 1923 und 1924 kandidierte Mason erfolglos im Wahlkreis Romford. Ebenso verpasste er bei den Unterhauswahlen 1929 im Wahlkreis Barnstaple den erneuten Einzug in das House of Commons. Nachdem sein Parteikollege James Hogge bei den Wahlen 1931 nicht mehr antrat, kandidierte Mason im Wahlkreis Edinburgh East. Am Wahltag erhielt er den größten Stimmenanteil und er erhielt abermals einen Parlamentssitz. Zu den folgenden Wahlen trat Mason nicht mehr an.